# Boombox
Boombox är ett remixalbum av Kylie Minogue. Albumet utgavs i Japan den 17 december 2008, i Europa den 2 januari 2009 och i USA den 27 januari 2009. Boombox innehåller remixade låtar inspelade från 2000 till 2008.

## Låtlista
1. "Can't Get You Out of My Head" (Bootleg with New Order) – 4:05
2. "Spinning Around" (7th District Club Mental Mix) – 4:09
3. "Wow" (Death Metal Disco Scene Mix) – 4:01
4. "Love at First Sight" (Kid Crème Vocal Dub) – 3:41
5. "Slow" (Chemical Brothers Mix) – 4:45
6. "Come into My World" (Fischerspooner Mix) – 4:18
7. "Red Blooded Woman" (Whitey Mix) – 3:36
8. "I Believe in You" (Mylo Mix) – 3:24
9. "In Your Eyes" (Knuckleheadz Mix) – 3:48
10. "2 Hearts" (Mark Brown's Pacha Ibiza Upper Terrace Mix) – 4:20
11. "On a Night Like This" (Bini & Martini Mix) – 4:04
12. "Giving You Up" (Riton Re-Rub Vocal Mix) – 4:13
13. "In My Arms" (Sébastien Léger Vocal Mix) – 3:49
14. "The One" (Bitrocka remix) – 4:43
15. "Your Disco Needs You" (Casino Mix) – 3:40
16. "Boombox" (LA Riots Remix) – 3:58

Japanese edition bonus tracks
1. "All I See" (featuring Mims) – 3:49
2. "Wow" (CSS Remix) – 3:13
3. "Can't Get You Out of My Head" (Greg Kurstin Mix) – 4:06

Digital bonus tracks
1. "Can't Get You Out of My Head" (Greg Kurstin Mix) – 4:06
2. "Butterfly" (Mark Picchiotti Sandstorm Dub) – 9:03